# Teodozjusz Czernihowski
Teodozjusz Czernihowski, Teodozjusz (Połonicki-Uglicki) (ur. lata 30. XVII w. na Podolu, zm. 26 stycznia?/5 lutego 1696 w Czernihowie) – biskup i święty prawosławny.

## Życiorys
Urodził się w rodzinie kapłana prawosławnego o pochodzeniu szlacheckim, Nikity Połonickiego-Uglickiego, i jego żony Marii. Jego imię świeckie pozostaje nieznane. Wychowywany w duchu religijnym, ukończył brackie kolegium prowadzone przy monasterze Objawienia Pańskiego w Kijowie. Po zakończeniu nauki złożył wieczyste śluby mnisze w Ławrze Pieczerskiej, przyjmując imię zakonne Teodozjusz na cześć św. Teodozjusza Pieczerskiego.
W 1664 został przełożonym Monasteru Wydubickiego. W 1688 został przeniesiony do Czernihowa, gdzie został przełożonym Jeleckiego Monasteru Zaśnięcia Matki Bożej i otrzymał godność archimandryty.
Uczeń duchowny metropolity czernihowskiego Łazarza (Baranowicza).
11 września 1692 w soborze Zaśnięcia Matki Bożej na Kremlu moskiewskim miała miejsce jego chirotonia na arcybiskupa czernihowskiego.
Jako zwierzchnik eparchii czernihowskiej arcybiskup Teodozjusz założył kilka nowych monasterów, wspierał działalność drukarni w Czernihowie i wydawanie ksiąg liturgicznych. Dbał również o poziom duchowy kandydatów do kapłaństwa i według surowych kryteriów wybierał wyświęcanych przez siebie mężczyzn.
Zmarł w 1696 i został pochowany w soborze Świętych Borysa i Gleba w Czernihowie. Dwieście lat po śmierci został kanonizowany, jednak jego nieformalny kult zapoczątkował już jego następca na katedrze, arcybiskup Jan.